# 西藤直人
西藤 直人(さいとう なおと、1932年4月8日 - 2014年7月16日）は、日本の経営者。住友ゴム工業社長を務めた。兵庫県神戸市出身。

## 経歴
1958年11月に住友ゴム工業に入社し、1959年に神戸大学法学部を卒業。1975年3月に取締役に就任し、1988年3月に常務を経て、1992年3月に専務に就任。1995年3月には社長に昇格。1999年3月に会長に就任。
2014年7月16日肺炎のために死去。82歳没。